# Šťavnatka tečkovaná
Šťavnatka tečkovaná (Hygrophorus pustulatus) patří mezi jedlé houby. Typický je bílý výtrusný prach. Šťavnatku tečkovanou poznáme podle sbíhavých spodních lupenů na třeň.

## Popis
Šťavnatku tečkovanou pokrývají šupiny, které vedou až ke klobouku. Chuť i vůně je nevýrazná.
Klobouk je polokulovitý, jemně šupinatý, šedý až šedohnědý. Šířka klobouku je 30–60 mm. U mladých šťavnatek je klobouk vyklenutý, v dospělosti plochý a dojde k zesvětlení okrajů. Při vlhku dojde k mírné lepkavosti klobouku.
Lupeny jsou bílé, řídké a sbíhavé na třeň.
Třeň je bílá, válcovitá a pokrytá tmavými tečkami. Rozměry jsou 35–70 × 3–9 mm.

## Využití
Šťavnatka tečkovaná se řadí mezi jedlé houby. Má vysokou energetickou hodnotu a obsahuje látky nezbytné pro naše tělo. Je z 95 % tvořena vodou. Mezi zbylé látky patří cukry, aminokyseliny, bílkoviny a minerály. Bílkoviny jsou obsaženy hlavně v plodnicích. Pro její nevýraznou chuť se často mísí s jinými houbami, např. s penízovka sametonohou – Flammulina velutipes. Po usušení je hodnota bílkovin 30%. Chitin obsažený v těle houby napomáhá k správné funkci střeva resp. trávení.

## Výskyt
Šťavnatka tečkovaná nejraději roste ve vlhčích a kyselých půdách od září do listopadu. Roste většinou ve skupinách v jehličnatých lesích pod smrky, ale můžeme ji objevit i v listnatých lesích pod dubem, bukem a lípou. Lze ji zaměnit za šťavnatku vonnou (Hygrophorus agathosmus). Šťavnatku vonnou poznáme podle chuti, připomínající hořké mandle. Pokud dojde k záměně nemusíme mít obavy, šťavnatka vonná se také řadí mezi jedlé houby.

## Galerie

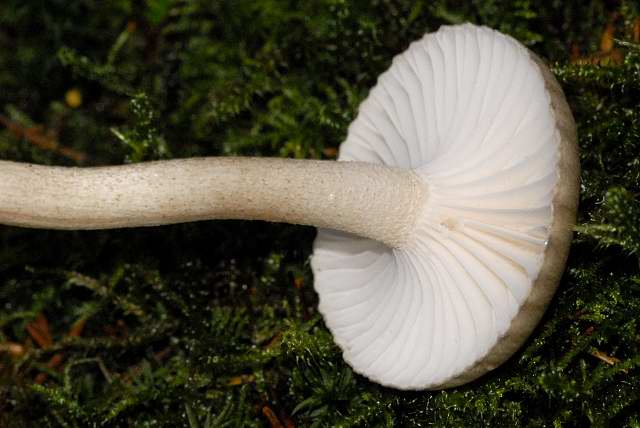
Šťavnatka tečkovaná
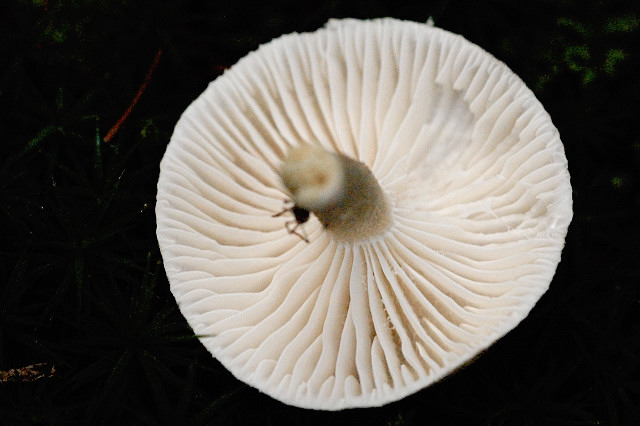
Šťavnatka tečkovaná